# Дреновац (Дечани)
Дреновац (серб. Дреновац, Drenovac; алб. Drenoc) — село в общине Дечани в исторической области Метохия. С 2008 года находится под контролем частично признанной Республики Косово.

## Административная принадлежность
| Сербская позиция                                                                 | Албанская позиция                                            |
| -------------------------------------------------------------------------------- | ------------------------------------------------------------ |
| входит в общину Дечани Печского округа автономного края Косово и Метохия, Сербия | входит в общину Дечани Джяковицкого округа Республики Косово |

## Население
Согласно переписи населения 1981 года в селе проживало 1288 человек: 1250 албанцев, 29 черногорцев, 4 мусульманина и 3 серба.
Согласно переписи населения 2011 года в селе проживало 1046 человек: 501 мужчина и 545 женщин; все албанцы.
| Численность населения | Численность населения | Численность населения | Численность населения | Численность населения | Численность населения | Численность населения |
| 1948                  | 1953                  | 1961                  | 1971                  | 1981                  | 1991                  | 2011                  |
| --------------------- | --------------------- | --------------------- | --------------------- | --------------------- | --------------------- | --------------------- |
| 736                   | 795                   | 883                   | 1049                  | 1288                  | 1443                  | 1046                  |

## Достопримечательности
На территории села находится мечеть XVIII века.